# Nychiodes transcaspia
Nychiodes transcaspia là một loài bướm đêm trong họ Geometridae.